# Ugge Bärtle

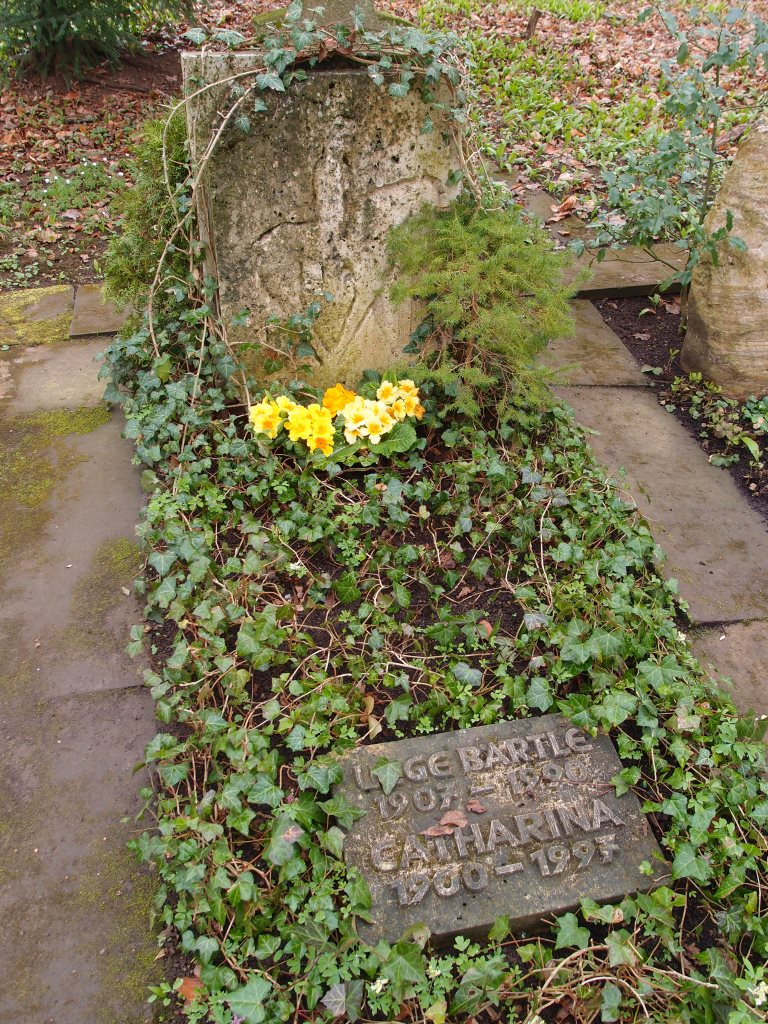
Grab von Ugge Bärtle auf dem Bergfriedhof in Tübingen

Ugge (Eugen) Bärtle (* 12. September 1907 in Tübingen; † 28. August 1990 ebenda) war ein deutscher Bildhauer, Graphiker und Poet.

## Leben und Werk
Ugge Bärtle hinterließ ein breites Werk mit Lithographien, Holzschnitten, Radierungen, Resopalritzungen, Skulpturen und Plastiken. Er gilt als Verfechter der offenen Form und plädierte stets für die Moderne.
Bärtle absolvierte 1925 bis 1927 eine Steinmetzlehre bei Karl Merz in Tübingen. Ab 1928 studierte er Bildhauerei an der Akademie der Bildenden Künste, München, bei Professor Joseph Wackerle mit einer Unterbrechung durch eine Italienreise. Am Ende seines Studiums erhielt er 1933 Preis der Stadt München für den Stehenden Jüngling Georg aus Bronze, der heute im Skulpturengarten des Ugge Bärtle Hauses in Tübingen steht.
Bärtle lebte und arbeitete seit 1949 im elterlichen Haus in der Tübinger Herrenberger Straße. Dort befindet sich ein ihm gewidmetes kleines Museumsgebäude. Der Skulpturengarten ist auch vom Föhrberg aus einsehbar.

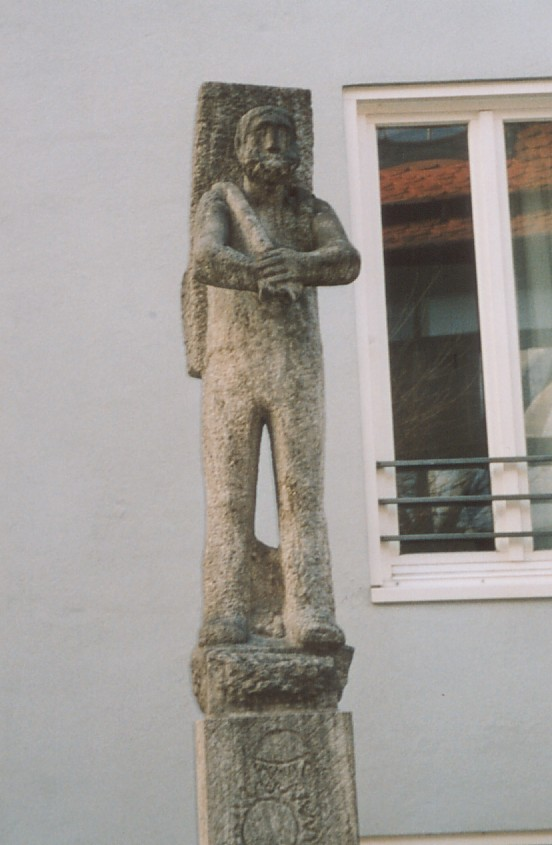
Sogenanntes Gôgendenkmal von Ugge Bärtle in der Tübinger Salzstadelgasse. Dargestellt ist ein Weingärtner mit der typischen aus Weiden geflochtenen Rückentrage.

In Tübingen ist in der Salzstadelgasse die als „Gôgen-Denkmal“ bekannte Skulptur aus Muschelkalk Der Wengerter von 1961 zu sehen. Weitere Werke in Tübingen sind:
- Evangelisches Stift, Treppenhaus: Plaketten mit den Porträts von Johannes Kepler und Friedrich Schelling (1936);
- Rathaus Hagelloch: Sgraffito (1955/56);
- Universitäts-Apotheke: Relief, Bronze (1957);
- Medizinische Klinik: Relief, Backstein (1959) und Spitalbrunnen (1961);
- Evangelischer Friedhof Lustnau: Stele (1966);
- Evangelische Kirche Hagelloch: Mahnmal „Mutter mit Kind“ (1969).

Bärtle ist vor allem durch seine Reiterfiguren und deren abstrahiertes Bewegungsspiel bekannt geworden. Seine idolhaften Figuren aus Stein erinnern in ihrer klaren Körpersprache an Mythologisches aus antiker Zeit.
Besonders eindrucksvoll in seinem bildhauerischen Werk sind das Denkmal für die KZ-Opfer im Konzentrationslager Schömberg und Ehren- und Gefallenendenkmale in Wannweil (s. u.), Ammerbuch-Entringen (1952), KZ Bisingen (Zollernalbkreis), Gräfenhausen (Kreis Calw), Mahlstetten (Kreis Tuttlingen), Talheim (Kreis Tuttlingen) sowie die bereits genannten in Tübingen-Hagelloch und -Lustnau.
Im Naturpark Schönbuch bei Ammerbuch-Entringen gibt es im Gewann Steingart einen Hermann-Löns-Brunnen, der von einer Freundesgruppe um den Künstler Ugge Bärtle errichtet wurde.
Bärtle wurde auf dem Tübinger Bergfriedhof beerdigt.
Ein Teil seines schriftlichen Nachlasses wird im Deutschen Kunstarchiv im Germanischen Nationalmuseum in Nürnberg verwahrt.

## Dokumentarfilme
- Jan Schütte: Ugge Bärtle – Bildhauer (1982) 20 min, schwarz-weiß.